# Алкоминималистика

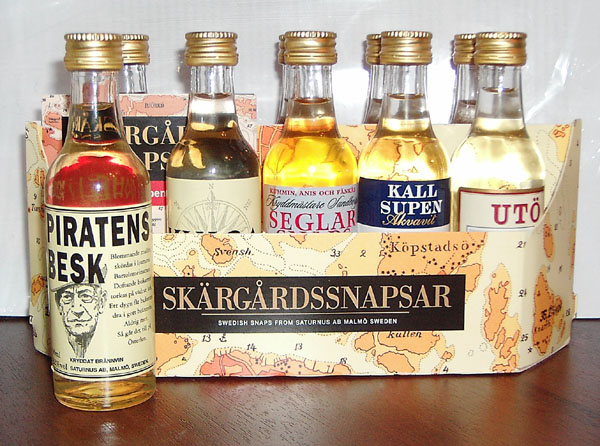
Набор аквавитов (Швеция) — пример выпуска коллекционных миниатюр

Алкоминималистика — коллекционирование миниатюрных бутылочек с алкоголем ёмкостью не более 50 мл. 

## Область коллекционирования
Предметом коллекционирования являются миниатюрные бутылочки с алкоголем, ёмкостью не более 50 мл. Многие собирают до 100 мл., так как в постсоветском пространстве широко распространены бутылочки объёмом 100 мл. Но в Мире, основная масса бутылочек имеет ёмкость 50 мл. (0,05 л.). Минимальная зарегистрированная ёмкость — 1,2 мл.
Не существует единого названия как для типа коллекционирования так и для предмета коллекционирования. Бутылочки ёмкостью 50 мл. называют «мини-бутылочки», «миньоны», «миниатюры», «шкалик» и т. д. (англ. minibottle, miniature bottle).
Миниатюрные ликеры (ликеры это любой алкоголь) впервые появились в Европе в начале XVIII века. В то время, медиа ещё не было развито, и чтобы рекламировать их продукт, были варианты только развешивать постеры (плакаты) или использовать живую рекламу, то есть продавцов. Тем не менее стеклянные бутылочки, которые широко используются сейчас, ещё не появились (широко) в начале XVIII века. Продажа ликеров (алкоголя) происходила бочками. Так как многие люди просили попробовать напиток, виноделы разливали немного вина в маленькие керамические бутылочки для клиентов на пробу. Это были предшественники (современных) миниатюрных бутылочек.
До 1930-х тенденция собирать миниатюрные бутылочки началась в Америке. В то же время в Америке был запрет на алкоголь. И почти все европейские производители виски и коньяка придумали использовать маленькие стеклянные бутылочки с ликерами как образцы, чтобы избежать уплаты налогов, но в действительности они использовались для питья и огромными объёмами импортировались в Америку. Даже крепость напитка, внешний вид, этикетки, и т. д. были точно такими же, как и алкоголь в больших бутылках. Для уменьшенных (копий) ликеры были очень элегантны, со множеством разновидностей, и это вызвало интерес коллекционеров. С этого момента коллекционирование миниатюрных ликеров стало развиваться.
В данный момент существуют мини-бутылочки всех имеющихся типов алкоголя, включая пиво. География производства мини-бутылочек охватывает почти весь мир. Некоторые напитки выпускаются только в мини-варианте, так как рассчитаны на разовую дозу. Например некоторые настойки на травах, употребляемые в Германии перед едой, объёмом 20 мл.
В СССР мини-бутылочки появились предположительно в 1950-х годах (это одна из версий). Однако, известны упоминания о выпусках миниатюрных бутылочек ещё в дореволюционной России.